# John Greaves
John Greaves (1602 - 8 de octubre de 1652) fue un matemático, astrónomo y anticuario inglés.
Educado en Balliol College, Oxford, fue elegido miembro del Merton College en 1624. Estudió persa y árabe, adquirió varios libros y manuscritos antiguos para el arzobispo William Laud —algunos todavía en la Biblioteca del Colegio Merton—, y escribió un tratado del latín en el idioma persa. Viajó por Italia y el Levante desde 1636 hasta 1640 e hizo un estudio de la Gran Pirámide de Giza.
Ocupó el cargo de profesor de geometría en el Gresham College de Londres y profesor Saviliano de astronomía en la Universidad de Oxford, recopiló astrolabios y dispositivos de medición astronómicos, ahora en el Museo de Historia de la Ciencia de Oxford. Estaba particularmente interesado en el estudio de pesos y medidas, y escribió un tratado sobre el pie romano y el denario, y era un entusiasta numismático. En 1645 intentó una reforma del calendario juliano en 1645 que no fue adoptada. Durante la Guerra Civil Inglesa apoyó a Carlos I, quien se quedó en el Merton College mientras estaba en Oxford, pero perdió sus posiciones académicas en Oxford en 1647 a través de la animosidad de Nathaniel Brent, Guardián del Merton College y un roundhead.

## Biografía

### Primeros años
Nació en Colemore, cerca de Alresford, Hampshire. Era el hijo mayor de John Greaves, rector de Colemore, y Sarah Greaves. Sus hermanos fueron Nicholas Greaves, Thomas Greaves y Edward Greaves, médico de Carlos II de Inglaterra.

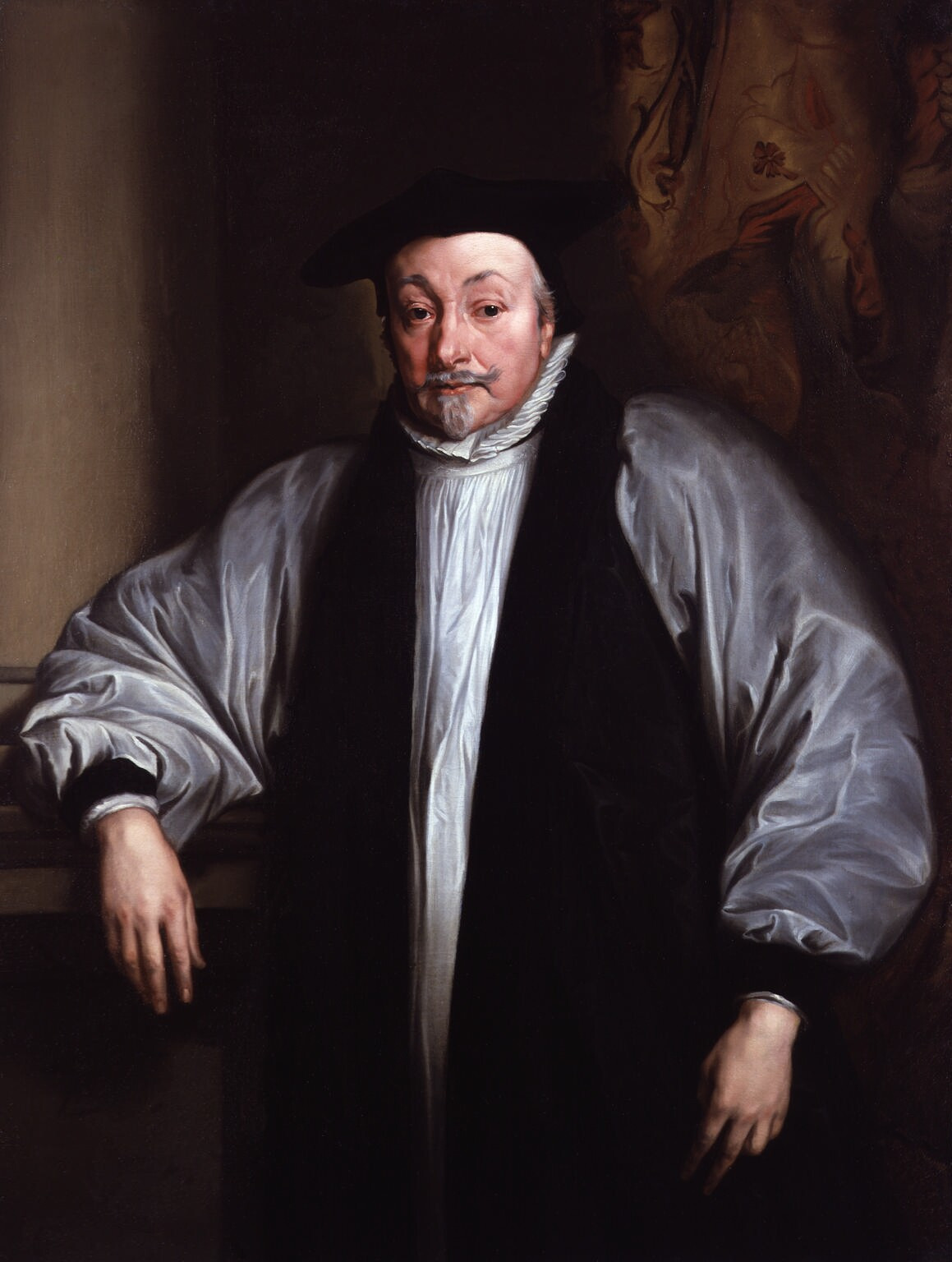
William Laud, director de Merton College

Su padre dirigía una escuela para hijos de la nobleza vecina, donde Greaves comenzó su educación. A los 15 años, fue al Balliol College, Oxford, entre 1617-1621, obteniendo un título de BA. En 1624 fue el primero de los cinco recién elegidos becarios del Merton College, convirtiéndose en Master in Arts (MA) en 1628. Comenzó a estudiar astronomía y lenguas orientales, y especialmente las obras de los antiguos astrónomos orientales. En 1630, Greaves fue elegido profesor de Geometría de Gresham en el Gresham College de Londres. A través de su predecesor, Peter Turner, luego se encontró con el arzobispo William Laud, el canciller de la Universidad de Oxford y visitante (mecenas) de Merton College. Laud deseaba hacer ediciones en inglés de autores griegos y árabes, y los viajes posteriores de Greaves al extranjero incluyeron la recolección de manuscritos y libros para presentar a su nuevo mecenas.

## Viajes por Italia

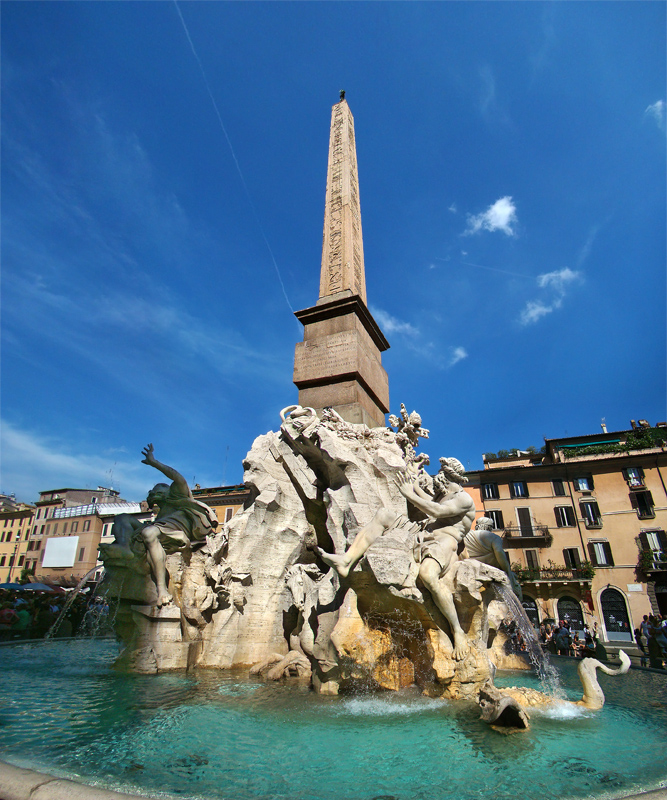
La Fuente de los Cuatro Ríos, con el obelisco de Domiciano en el centro.

Greaves se matriculó en la Universidad de Leiden en 1633, donde se hizo amigo de Jacobo Golius, profesor de árabe en Leiden. Se matriculó en la Universidad de Padua en 1635 junto con George Ent, conociendo al danés Johan Rode (John Rhodius), un experto en pesas y medidas antiguas, que también hizo un comentario sobre Celso. Una breve estancia en Inglaterra fue seguida por un segundo viaje europeo; en 1636 navegó por Livorno en Roma, también conoció a William Harvey, Gasparo Berti, y Athanasius Kircher. Probablemente en el mismo mes se reunió y consultó con el agente recaudador de arte del conde de Arundel, William Petty, sobre el intento del conde de adquirir el obelisco de Domiciano, que estaba yaciendo roto en el Circo de Majencio. Aunque «ahora se divide en 5 piedras», las midió e incluyó un boceto del obelisco hipotéticamente reparado en su cuaderno de almanaque. Aunque Arundel pagó un depósito de 60 coronas para el obelisco, el papa Urbano VIII vetó su exportación y fue erigido por su sucesor Inocencio X sobre la Fuente de los Cuatro Ríos de Bernini en la Piazza Navona .[5]
Greaves recorrió las catacumbas e hizo dibujos del Panteón de Roma y la Pirámide Cestia. Durante su estancia en Roma, inició investigaciones sobre los antiguos pesos y medidas que se encuentran entre los primeros clásicos de la metrología.

### Viajes por Levante

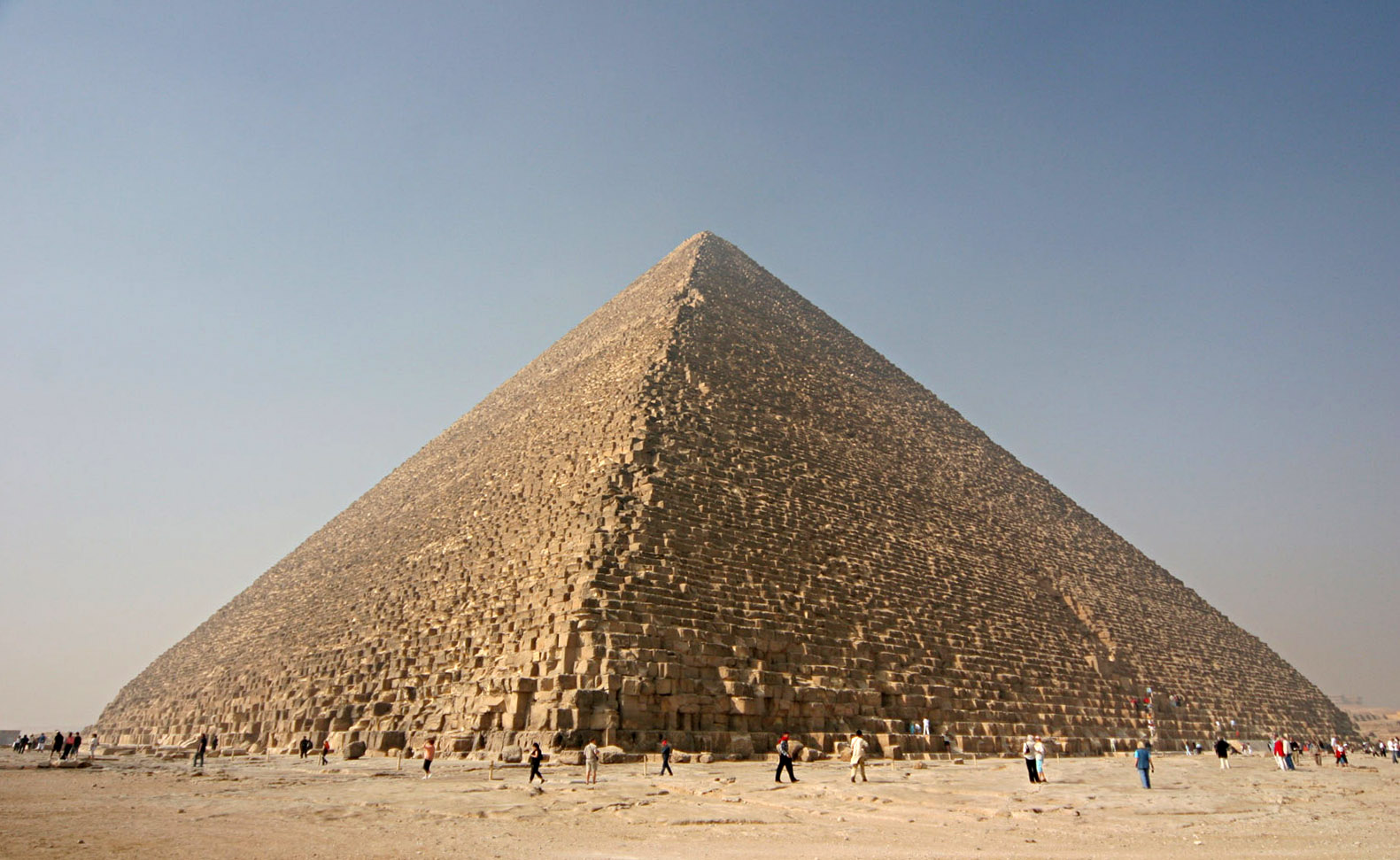
La Gran Pirámide de Keops, inspeccionada por Greaves alrededor de 1639.

En 1637 hizo un viaje al Levante, con la intención de fijar la latitud de Alejandría donde Claudio Ptolomeo había hecho sus observaciones astronómicas. Navegó desde Inglaterra a Livorno en compañía de Edward Pococke; después de una breve visita a Roma, llegó a Estambul (Constantinopla) alrededor de abril de 1638. Allí conoció al embajador inglés Peter Wyche. Consiguió varios manuscritos allí, incluyendo una copia de Almagesto por Claudio Ptolomeo  ( 'la obra más bella que he visto'). Greaves terminó siendo dueño de dos copias del Almagesto. Tenía intención de visitar las numerosas bibliotecas monásticas del Monte Athos para hacer un catálogo de sus manuscritos y libros sin imprimir. Athos normalmente solo estaba abierto para los miembros de la iglesia ortodoxa, y gracias a una dispensa especial del patriarca de Constantinopla, Cirilo Lukaris, Greaves hubiera tenido acceso; pero la ejecución del patriarca por estrangulamiento en junio de 1638 por traición contra el sultán Murad IV impidió su viaje.
En cambio, Greaves continuó hacia Alejandría, donde coleccionó varios manuscritos árabes, persas y griegos. Era un anotador inveterado, haciendo innumerables observaciones en cuadernos y en páginas en blanco de otros libros que compró; también visitó El Cairo dos veces, e hizo una descripción más precisa de las pirámides de Egipto que cualquier viajero que le había precedido. Regresó a Inglaterra en 1640.

### Reforma de calendario
Tras la muerte de John Bainbridge en 1643, Greaves fue nombrado profesor Saviliano de astronomía y lector principal de la conferencia de Thomas Linacre en Oxford, [8] pero fue privado de su cátedra de Gresham por haber descuidado sus deberes. En 1645 ensayó una reforma del calendario juliano; pero aunque su plan de omitir el día bissextil (29 de febrero) para los próximos 40 años fue aprobado por el rey, el asunto se abandonó debido a los tiempos turbulentos. El calendario gregoriano no fue adoptado en Gran Bretaña hasta 1752.

### Expulsión de Oxford

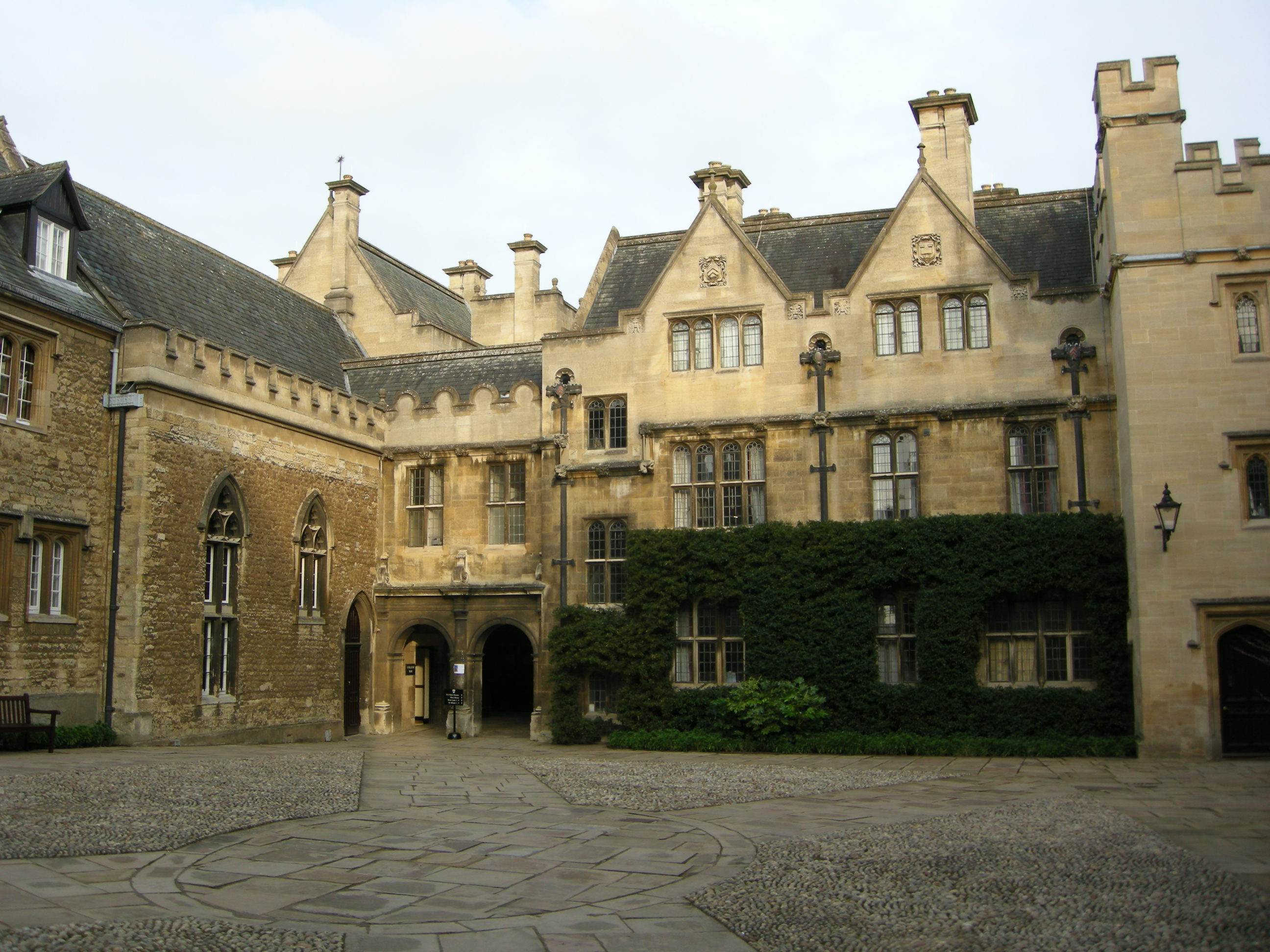
El frente cuadrangular del Merton College de Oxford.

En 1642, Greaves había sido elegido subalterno del Merton College. Merton fue la única universidad de Oxford que se alió con los parlamentarios en la Guerra Civil Inglesa, a través de una disputa anterior en 1638 entre Nathaniel Brent, Guardián de Merton, y el mecenas de Greaves, William Laud. Brent había sido testigo de la acusación en el juicio de Laud de 1644. Después de que Laud fue ejecutado el 10 de enero de 1645, Greaves elaboró una petición para que Brent fuera destituido; fue depuesto por Carlos I el 27 de enero. Sin embargo, en 1647 se estableció una comisión de visita parlamentaria «para la corrección de ofensas, abusos y desórdenes» en la Universidad de Oxford. Nathaniel Brent era el presidente de los visitantes. Después de que Thomas Fairfax había conseguido Oxford para los parlamentarios en 1648 y Brent había regresado de Londres, Greaves fue acusado de secuestrar la placa de la universidad y los fondos para el rey Carlos I. A pesar de una deposición de su hermano Thomas, Greaves había perdido su beca Merton y su silla Saviliana el 9 de noviembre de 1648. Muchos de sus libros y manuscritos desaparecieron después de que sus habitaciones fueran saqueadas por soldados, aunque su amigo John Selden logró recuperar algunos de ellos. Sin embargo, Greaves no fue privado de la cátedra hasta agosto de 1649.
Fue sucedido como profesor Saviliano de astronomía, en ese año, por Seth Ward, quien se aseguró de que Greaves recibiera los atrasos (£ 500) de su salario; era poco probable que Greaves obtuviera su dinero, ya que a los profesores de Saviliano se les pagaba con los ingresos de las tierras de Kent y Essex, que estaban bajo el control del Parlamento (en lugar del rey). Ward también le entregó una cantidad considerable de su propio salario a Greaves.

### Vida y muerte
Pero la fortuna privada de Greaves fue más que suficiente para todas sus necesidades hasta su muerte; se retiró a Londres, se casó y ocupó su tiempo libre escribiendo y editando libros y manuscritos. Murió en Londres a la edad de 50 años, y fue enterrado en la iglesia de St Benet Sherehog, que fue destruida durante el Gran Incendio de Londres.

Su hermano Nicholas Greaves fue su albacea. Dejó su gabinete que contenía su colección de monedas a John Marsham, y sus instrumentos astronómicos a la universidad, para el uso de los profesores Savilianos. Dos de sus astrolabios (inscritos por su hermano Nicholas) se encuentran en el Museo de Historia de la Ciencia de Oxford.

## Instrumentos astronómicos de Greaves

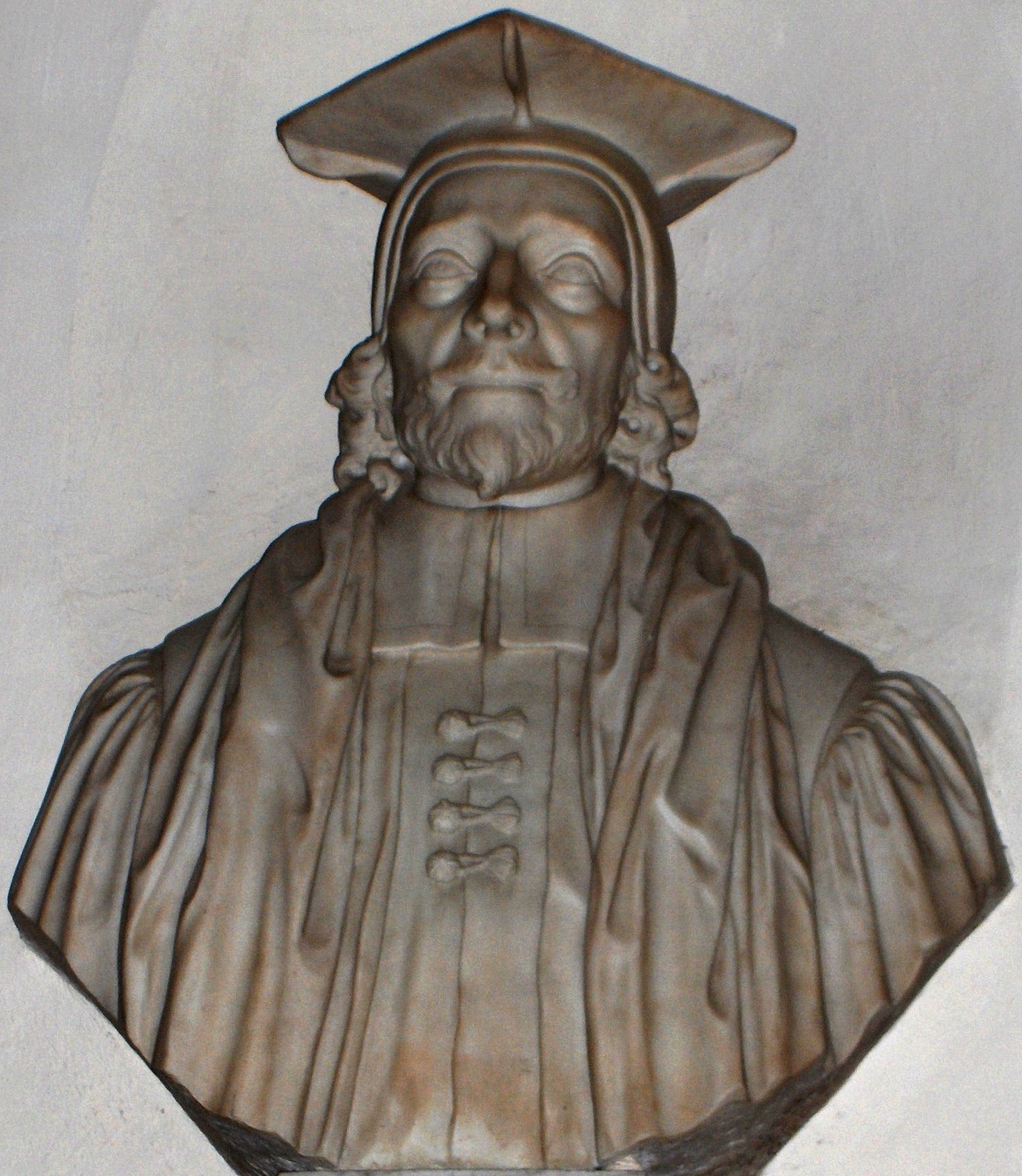
Busto de Edward Pococke en la catedral de Oxford.

Greaves había confiado su voluntad testamentaria a su amigo y compañero de viaje en el Levante, el erudito árabe Edward Pococke. La voluntad había estipulado originalmente que la colección de instrumentos astronómicos de Greaves (astrolabios , cuadrantes , telescopios , etc.) debía dejarse en la universidad de Oxford.  Pero en 1649 Greaves —que se alojaba en la casa de John Marsham en Rochester, Kent— se había vuelto cada vez más exasperado con la situación académica en Oxford desde la guerra civil. Le escribió a Pococke pidiéndole que enviara su voluntad de borrar el regalo de sus instrumentos a la universidad —que le había costado más de cien libras—, porque «hasta ahora no estaba esperanzado por ningún estímulo futuro para el aprendizaje y el ingenio en Oxford». Greaves repitió de nuevo su petición unos meses después, pidiéndole a Pococke que abriera el testamento y pronunciando las palabras él mismo. Pococke parece haber cumplido eventualmente con los deseos de Greaves, ya que después de la muerte de Greaves en 1652, su albacea y su hermano Nicholas Greaves se aferraron a la colección de su difunto hermano.
Sin embargo, cuando la Commonwealth terminó con la renuncia de Richard Cromwell en 1659, Nicholas Greaves, de acuerdo con la intención original de su difunto hermano, presentó los instrumentos, debidamente inscritos, para el uso de los profesores Savilianos de astronomía. Los mantuvieron en la habitación del profesor en la parte superior de la Torre Este de las Escuelas de Oxford, ahora la Biblioteca Bodleian. Una lista de ellos aparece en el 'Antiguo Catálogo' de la Bodleian MSS. En 1710 la colección se trasladó al Museo Savilianum.
Los instrumentos habían desaparecido en la década de 1920 cuando RT Gunther, el primer conservador del Museo de Historia de la Ciencia de Oxford, investigó su paradero. Gunther los enumeró en su Early Science in Oxford, Vol. 2: Astronomy, como "no existente". Pero en 1936, durante la remodelación del Observatorio Radcliffe de la Universidad, fue alertado por el profesor saviliano de astronomía, Harry Hemley Plaskett, sobre el descubrimiento casual de «ciertas barras y placas de metal antiguas detrás de algunas cosas». Estos resultaron ser parte de la colección Saviliana que faltaba, incluyendo un cuadrante mural de 6 pies y 9 pulgadas (2.06 m) y un astrolabio de la reina Isabel I que Greaves tomó en su expedición 1637-1640 a Medio Oriente. Gunther escribió dos artículos en The Observatory sobre sus hallazgos, un informe preliminar más corto, con una apreciación más completa unos meses más tarde.
Las inscripciones en cuatro de los instrumentos —incluido el astrolabio de Isabel I— dicen:
1659 Acad. Oxon. in usum praecipue Prof. Savilianorum:

Ex dono Nic Greaves S.T.D.

In memoriam Tho. Bainbridge M.D. Jo Greaves A.M.  N. fra: olim Astronomiae Prof. Savil.
El otro astrolabio más pequeño de Greaves no apareció hasta 1971, cuando fue descubierto por el hijo de Gunther, AE Gunther, en la casa de su madre. El catalogador de OMHS atribuye esto a un descuido por parte de Gunther.  La inscripción alrededor del borde de la extremidad dice: '1659. Acad. Oxon. Ex dono Nic Greaves. S.T.D.' No aparece en la obra magna de Gunther de 1932, Astrolabes of the World.

## Obras
Además de sus trabajos en las Transacciones filosóficas de la Royal Society, las principales obras de Greaves son:
- Pyramidographia, or a Description of the Pyramids in Ægypt (1646)
- A Discourse on the Roman Foot and Denarius (1647)

These were reprinted (together with a biographical notice of the author) as part of
- Greaves, John (1737) Miscellaneous works of Mr. John Greaves Vol. I and Vol. II. London: Published by Dr Thomas Birch, printed by J. Hughes for J. Brindley and C. Corbett. This also contains a reprint of
- Withers, Robert (ed. John Greaves) A Description of the Grand Signour’s Seraglio; or Turkish Emperours Court (1653) London: Printed for Jo. Ridley, at the Castle in Fleet-street by Ram-Alley.

- Pyramidographia was translated into French and published in Relations de divers voyages curieux, qui n'ont point esté publiees... (1664) Paris: Jacques Langlois, imprimeur ordinaire du Roy, pp. i-xxv [pdf 20-52], including Greaves' detailed drawings of the pyramids and mummies.
- Elementa linguae Persicae, authore Johanne Gravio: item anonymus Persa de siglis Arabum & Persarum astronomicis (1649) (Elements of the Persian language)

Traducciones al latín
- Chorasmiae et Mawaralnahrae, etc. (1650). Una descripción de Khwarezm y Mawarannahr ( Transoxiana) traducida del árabe MS de Abu'l-Fida, con tablas de latitud y longitud para las principales ciudades. Una copia está en la Biblioteca del Colegio Merton.[24]
- Abulfedae Peninsulam Arabum. Esta es una traducción editada de parte de la historia de Abu'l-Fida.
- Binae Tabulae Geographicae, dos tablas de latitud y longitud traducidas del persa de Nasir al-Din al-Tusi y Ulugh Beg.[25]

Los tres trabajos anteriores aparecieron en Hudson, John (1712): Geographiae Veteris Scriptores Graeci Minores Vol. III, Oxon. (en latín)
- Lemmata Archimedis, apud Graecos et Latinos iam pridem desiderata, e vetusto codice manuscripto Arabico . Esta es una traducción de parte de la edición de Nasir al-Din al-Tusi de los llamados Libros Intermedios.[26] La MS inédita de Greaves fue revisada y enmendada después de su muerte por Samuel Foster:
- Foster, Samuel (1659). Miscellanea sive lucubrationes mathematicae . Londres: impreso por R. & W. Leybourn, publicado por John Twysden.

El siguiente libro no puede ser de John Greaves, aunque su nombre aparece en la página de título. Primero impreso (póstumamente) en 1706 para G. Sawbridge, y de nuevo en 1727, con una segunda edición en 1745, discute los hallazgos de Greaves y las medidas del pie romano y el denario.
- Greaves, John (1745) [1706]. El origen y la antigüedad de nuestros pesos y medidas inglesas descubrieron ... 2a edición. Londres: Impreso por W. Payne y W. Bathoe.